# Сілчар
Сілчар — місто на півдні Індійського штату Ассам.

## Клімат
Місто знаходиться у зоні, котра характеризується вологим субтропічним кліматом. Найтепліший місяць — липень із середньою температурою 28.4 °C (83.1 °F). Найхолодніший місяць — січень, із середньою температурою 18.3 °С (64.9 °F).
| Клімат Сілчара          | Клімат Сілчара | Клімат Сілчара | Клімат Сілчара | Клімат Сілчара | Клімат Сілчара | Клімат Сілчара | Клімат Сілчара | Клімат Сілчара | Клімат Сілчара | Клімат Сілчара | Клімат Сілчара | Клімат Сілчара | Клімат Сілчара |
| Показник                | Січ.           | Лют.           | Бер.           | Квіт.          | Трав.          | Черв.          | Лип.           | Серп.          | Вер.           | Жовт.          | Лист.          | Груд.          | Рік            |
| Абсолютний максимум, °C | 30             | 32             | 37             | 39             | 38             | 38             | 39             | 38             | 38             | 37             | 35             | 30             | 39             |
| Середній максимум, °C   | 24,9           | 26,7           | 30             | 30,8           | 31,1           | 31,3           | 31,7           | 31,7           | 31,6           | 30,9           | 28,9           | 26,1           | 29,6           |
| Середня температура, °C | 18,3           | 20,1           | 23,7           | 25,8           | 27             | 27,9           | 28,4           | 28,3           | 28,1           | 26,7           | 23,3           | 19,6           | 24,8           |
| Середній мінімум, °C    | 11,7           | 13,5           | 17,4           | 20,7           | 22,8           | 24,5           | 25             | 24,9           | 24,6           | 22,5           | 17,7           | 13             | 19,9           |
| Абсолютний мінімум, °C  | 5              | 5              | 8              | 11             | 15             | 18             | 21             | 19             | 18             | 15             | 10             | 5              | 5              |
| Норма опадів, мм        | 18             | 47.6           | 152.6          | 328.8          | 430.5          | 588.3          | 531.3          | 480.7          | 383.8          | 204.4          | 42             | 10             | 3218           |
| Днів з дощем            | 1              | 4              | 7              | 12             | 15             | 19             | 18             | 18             | 18             | 7              | 2              | 1              | 104            |
| Вологість повітря, %    | 76             | 72             | 67             | 74             | 79             | 85             | 85             | 86             | 86             | 84             | 81             | 79             | 80             |
| ----------------------- | -------------- | -------------- | -------------- | -------------- | -------------- | -------------- | -------------- | -------------- | -------------- | -------------- | -------------- | -------------- | -------------- |
| Джерело: Weatherbase    |                |                |                |                |                |                |                |                |                |                |                |                |                |